# Руновщинский сельский совет (Харьковская область)
Руновщинский сельский совет — входит в состав Зачепиловского района Харьковской области Украины.
Административный центр сельского совета находится в селе Руновщина.

## История
- 1924 — дата образования.

## Населённые пункты совета
- село Руновщина
- село Педашка Первая
- село Романовка
- село Устимовка